# Distretto del Para
Para  è uno dei 10 distretti del Suriname con 23 874 abitanti al censimento 2012.
Capoluogo del distretto è la città di Onverwacht, altri centri abitati sono quelli di Paranam, Sabana e Zanderij.
Il distretto è la principale area estrattiva del paese, vi si trovano numerose miniere di bauxite.
Nel distretto si trovano le rovine della città di Jodensavanne fondata nel XVII secolo da una colonia di ebrei in fuga dall'Inquisizione spagnola ma completamente distrutta da un incendio nel 1832. Durante la seconda guerra mondiale Jodensavanne fu usata come campo di internamento per sospetti collaboratori nazisti del Suriname.

## Geografia antropica

### Suddivisioni amministrative

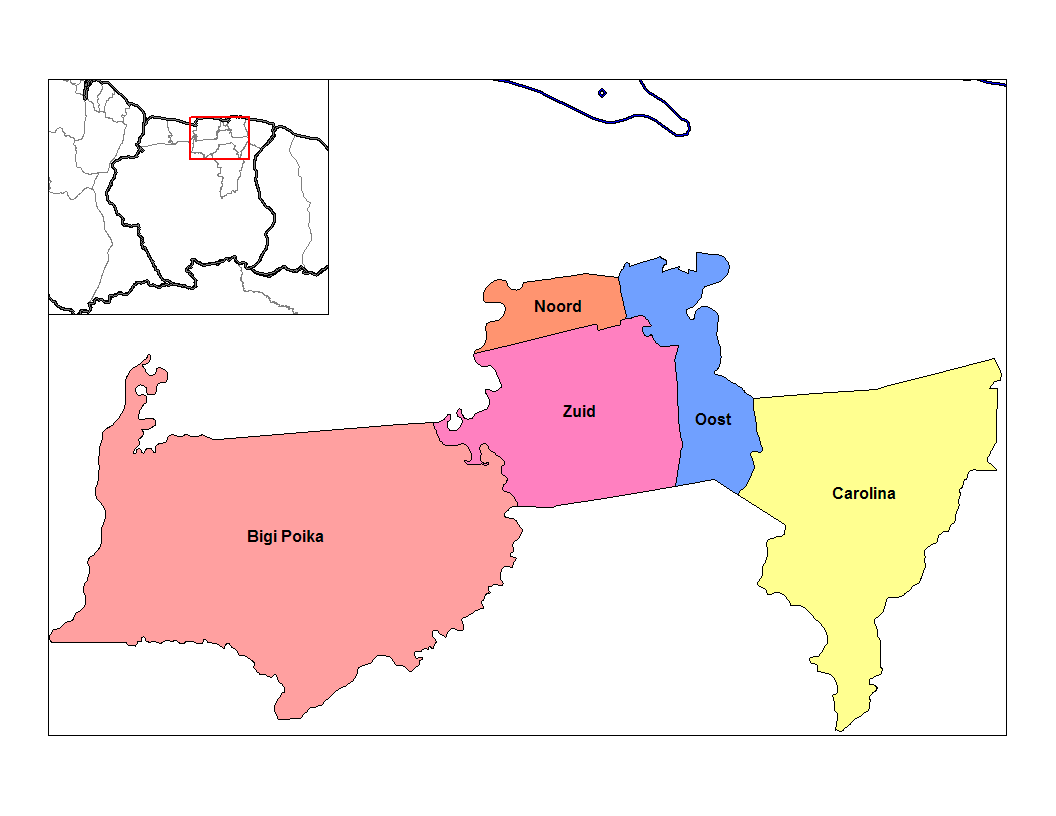
Comuni del distretto di Para

Il distretto di Para è diviso in 5 comuni (ressorten):
- Bigi Poika
- Carolina
- Para-Noord
- Para-Oost
- Para-Zuid